# Liste des sous-marins construits à Cherbourg

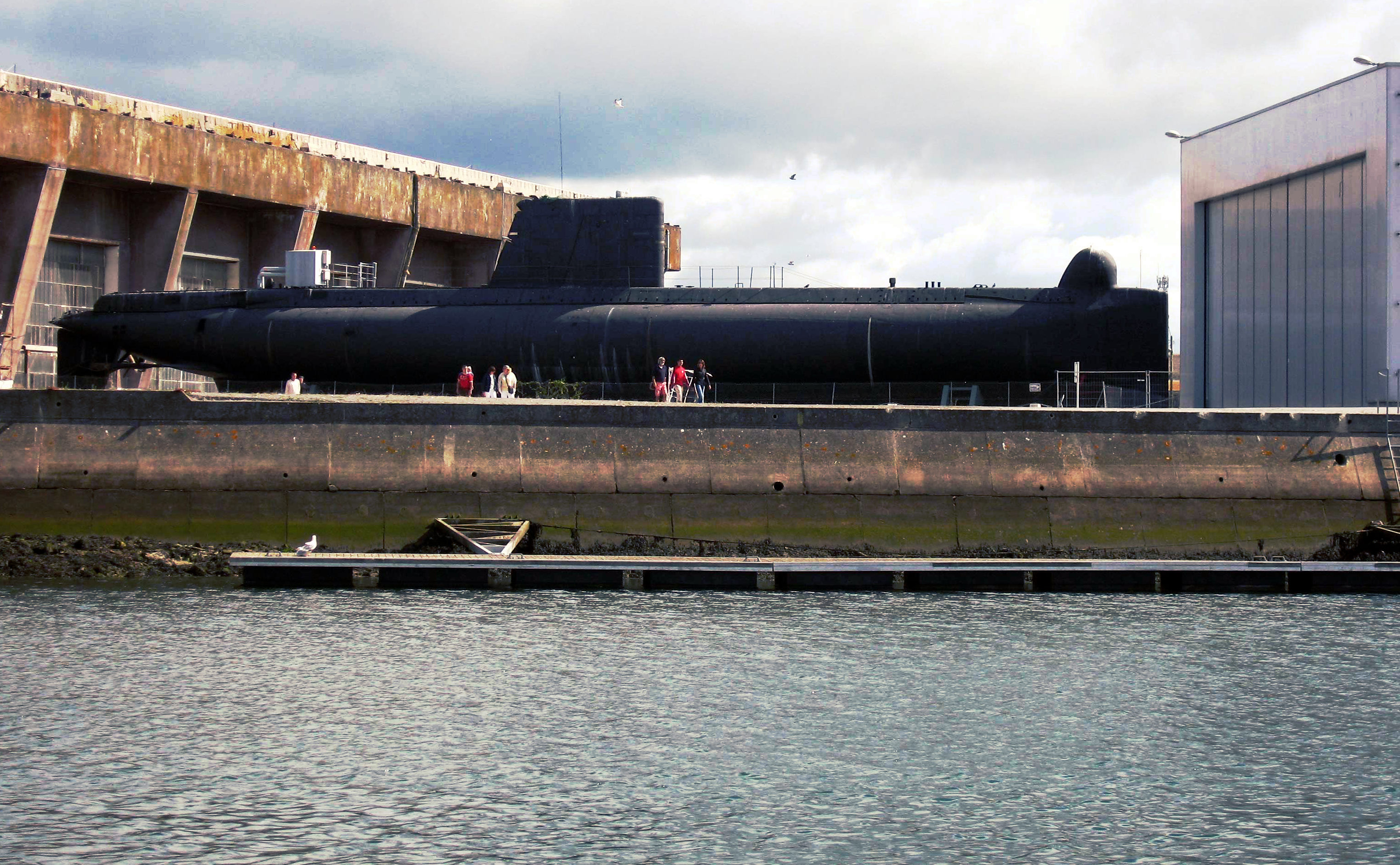
La Flore, sous-marin construit entre 1958 et 1960, exposé à la base sous-marine Keroman de Lorient.

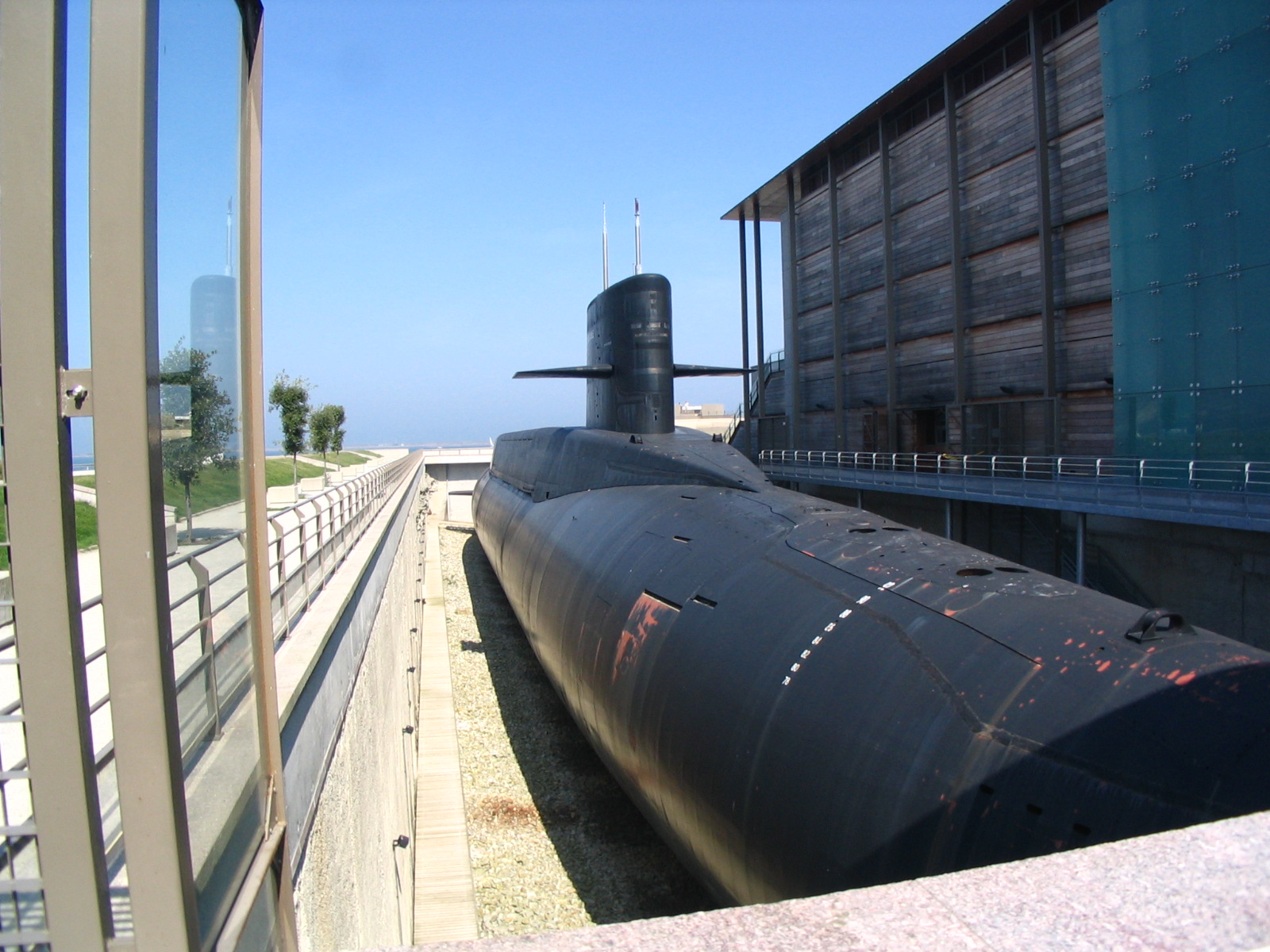
Le Redoutable, sous-marin construit entre 1964 et 1967, à l'Arsenal de Cherbourg

Cherbourg est spécialisé depuis longtemps dans la construction de sous-marins militaires. C'est le seul port français à avoir atteint dans cette spécialité un savoir-faire exceptionnel, de réputation mondiale.
La construction de sous-marins a commencé à la fin du XIXe siècle. Le premier sous-marin, le Morse, a été lancé le 4 juillet 1899. Depuis, plus de cent sous-marins ont été mis à l'eau à Cherbourg, dont le croiseur sous-marin Surcouf le 18 novembre 1929. Véritable bond technologique, le premier sous-marin à propulsion nucléaire français, Le Redoutable, a été lancé à Cherbourg le 29 mars 1967.
La Cité de la Mer de Cherbourg expose Le Redoutable, premier sous-marin nucléaire lanceur d'engins (SNLE) français. C'est le plus grand sous-marin visitable au monde.

## Pour la Marine nationale
La liste des sous-marins français construits à Cherbourg (par DCNS en dernier lieu) est donnée ci-après.
| Quille | Nom             | Classe              | Date de lancement             |
| ------ | --------------- | ------------------- | ----------------------------- |
| Q3     | Morse           | Morse               | 04/07/1899                    |
| Q4     | Narval          | Narval              | 21/10/1899                    |
| Q5     | Sirène          | Sirène              | 04/05/1901                    |
| Q6     | Triton          | Sirène              | 13/07/1901                    |
| Q11    | Français        | Morse amélioré      | 29/01/1901                    |
| Q12    | Algérien        | Morse amélioré      | 25/04/1901                    |
| Q13    | Espadon         | Sirène              | 07/09/1901                    |
| Q14    | Silure          | Sirène              | 29/10/1901                    |
| Q15    | Naïade          | Naïade              | 20/02/1902                    |
| Q16    | Protée          | Naïade              | 08/10/1903                    |
| Q23    | Lynx            | Naïade              | 24/11/1903                    |
| Q24    | Ludion          | Naïade              | 18/03/1904                    |
| Q35    | Dauphin         | Dauphin             | 15/11/1904                    |
| Q41    | Émeraude        | Émeraude            | 06/08/1906                    |
| Q42    | Opale           | Émeraude            | 20/11/1906                    |
| Q43    | Rubis           | Émeraude            | 26/06/1907                    |
| Q51    | Pluviôse        | Pluviôse            | 27/05/1907                    |
| Q52    | Ventôse         | Pluviôse            | 15/09/1907                    |
| Q53    | Germinal        | Pluviôse            | 07/12/1907                    |
| Q54    | Floréal         | Pluviôse            | 18/04/1908                    |
| Q55    | Prairial        | Pluviôse            | 26/09/1908                    |
| Q56    | Messidor        | Pluviôse            | 24/12/1908                    |
| Q57    | Thermidor       | Pluviôse            | 03/07/1909                    |
| Q58    | Fructidor       | Pluviôse            | 13/11/1909                    |
| Q59    | Vendémiaire     | Pluviôse            | 07/07/1910                    |
| Q60    | Brumaire        | Brumaire            | 29/04/1911                    |
| Q62    | Frimaire        | Brumaire            | 26/08/1911                    |
| Q63    | Nivôse          | Brumaire            | 06/01/1912                    |
| Q70    | Foucault        | Brumaire            | 15/06/1912                    |
| Q71    | Euler           | Brumaire            | 12/10/1912                    |
| Q72    | Franklin        | Brumaire            | 22/03/1913                    |
| Q73    | Archimède       | Archimède           | 02/01/1908                    |
| Q74    | Mariotte        | Mariotte            | 02/02/1911                    |
| Q92    | Gustave Zédé    | Gustave Zédé        | 05/09/1914                    |
| Q93    | Néréide         | Gustave Zédé        | 09/05/1914                    |
| Q100   | Ariane          | Clorinde            | 05/09/1914                    |
| Q101   | Andromaque      | Clorinde            | 13/02/1915                    |
| Q107   | Diane           | Diane               | 30/09/1916                    |
| Q108   | Daphné          | Diane               | 25/10/1915                    |
| Q109   | Joessel         | Joessel             | 21/07/1917                    |
| Q110   | Fulton          | Joessel             | 01/04/1919                    |
| Q115   | Requin          | Requin              | 19/07/1924                    |
| Q116   | Souffleur       | Requin              | 01/11/1924                    |
| Q117   | Morse           | Requin              | 11/11/1925                    |
| Q118   | Narval          | Requin              | 09/05/1925                    |
| Q127   | Caïman          | Requin              | 03/02/1927                    |
| Q136   | Redoutable      | 1500 T              | 24/02/1928                    |
| Q137   | Vengeur         | 1500 T              | 01/09/1928                    |
| Q…     | Surcouf         | croiseur sous-marin | 18/11/1929                    |
| Q153   | Prométhée       | 1500 T              | 23/10/1930                    |
| Q167   | L'Espoir        | 1500 T              | 18/07/1931                    |
| Q168   | Le Glorieux     | 1500 T              | 29/11/1931                    |
| Q178   | Agosta          | 1500 T              | 30/04/1934                    |
| Q179   | Bévéziers       | 1500 T              | 14/11/1935                    |
| Q180   | Ouessant        | 1500 T              | 30/11/1936                    |
| Q181   | Sidi-Ferruch    | 1500 T              | 09/07/1937                    |
| Q185   | Minerve         | standard amirauté   | 23/11/1934                    |
| Q…     | Roland Morillot | Roland Morillot     | Saboté sur cale le 18/06/1940 |
| Q…     | La Praya        | Roland Morillot     | Saboté sur cale le 18/06/1940 |
| Q…     | La Martinique   | Roland Morillot     | Saboté sur cale le 18/06/1940 |
| Q231   | Narval          | Narval              | 11/12/1954                    |
| Q232   | Marsouin        | Narval              | 21/05/1955                    |
| Q233   | Dauphin         | Narval              | 17/09/1955                    |
| Q234   | Requin          | Narval              | 03/12/1955                    |
| Q235   | Aréthuse        | Aréthuse            | 09/11/1957                    |
| Q236   | Argonaute       | Aréthuse            | 29/06/1957                    |
| Q239   | Amazone         | Aréthuse            | 03/04/1958                    |
| Q240   | Ariane          | Aréthuse            | 12/09/1958                    |
| Q243   | Doris           | Daphné              | 14/05/1960                    |
| Q245   | Eurydice        | Daphné              | 19/06/1962                    |
| Q246   | Flore           | Daphné              | 21/12/1960                    |
| Q247   | Galatée         | Daphné              | 22/09/1961                    |
| Q249   | Junon           | Daphné              | 11/05/1964                    |
| Q250   | Vénus           | Daphné              | 24/09/1964                    |
| Q251   | Gymnote         | -                   | 17/03/1964                    |
| Q252   | Le Redoutable   | Le Redoutable       | 29/03/1967                    |
| Q255   | Le Terrible     | Le Redoutable       | 12/12/1969                    |
| Q257   | Le Foudroyant   | Le Redoutable       | 04/12/1971                    |
| Q258   | L'Indomptable   | Le Redoutable       | 17/09/1974                    |
| Q259   | Agosta          | Agosta              | 19/10/1974                    |
| Q260   | Bévéziers       | Agosta              | 14/06/1975                    |
| Q261   | La Praya        | Agosta              | 15/05/1976                    |
| Q262   | Ouessant        | Agosta              | 23/10/1976                    |
| Q263   | Le Tonnant      | Le Redoutable       | 17/09/1977                    |
| Q264   | L'Inflexible    | Le Redoutable       | 23/06/1982                    |
| Q265   | Rubis           | Rubis               | 07/07/1979                    |
| Q266   | Saphir          | Rubis               | 01/09/1981                    |
| Q267   | Casabianca      | Rubis               | 22/12/1984                    |
| Q268   | Émeraude        | Rubis               | 12/04/1986                    |
| Q269   | Améthyste       | Rubis               | 16/05/1988                    |
| Q270   | Perle           | Rubis               | 22/09/1990                    |
| Q272   | Le Triomphant   | Le Triomphant       | 26/04/1994                    |
| Q273   | Le Téméraire    | Le Triomphant       | 21/01/1998                    |
| Q274   | Le Vigilant     | Le Triomphant       | 26/11/2004                    |
| Q281   | Le Terrible     | Le Triomphant       | 21/03/2008                    |
| Q284   | Suffren         | Suffren             | 12/07/2019                    |
| Q…     | 5 suivants      | Suffren             | 2012 à 2022                   |

## Pour des marines étrangères
DCNS exporte son savoir-faire. Les sous-marins suivants ont été vendus à des marines étrangères :
| Pays                      | Nom                   | Modèle     | Date d'acceptation |
| Marine pakistanaise       | Khalid*               | Agosta 90B | 12/1999            |
| Marine chilienne          | General O'Higgins     | Scorpène   | 09/09/2005         |
| Marine chilienne          | General Carrera       | Scorpène   | 20/07/2006         |
| Marine royale malaisienne | KD Tun Abdul Razak    | Scorpène   | 2009               |
| Marine royale malaisienne | KD Tunku Abdul Rahman | Scorpène   | 2009               |

Le sous-marin Ouessant de type Agosta fabriqué à Cherbourg a été réarmé en 2005, après des travaux à l'arsenal de Brest, pour être prêté puis cédé à la Marine royale malaisienne.
Le sous-marin Khalid, vendu au Pakistan, a été construit à Cherbourg. Les deux autres sous-marins destinés au Pakistan sont construits sur place: Saad, lancé le 19 septembre 2003, et Hamza dont les essais débutent en 2005.